# Pintxuk
Pintxuk (en rus: Пинчук) és un poble (un khútor) de l'óblast de Vorónej, a Rússia, segons el cens del 2010 tenia un habitant.